# Robert Samot
Robert Samot (ur. 14 lipca 1963 w Ostrołęce) – polski lektor, aktor, prezenter telewizyjny, konferansjer, historyk, konsultant programów dokumentalnych, spiker i reżyser.
Od 1995 posiadacz karty mikrofonowej prezenterskiej „S”. Były pracownik Polskiego Radia Białystok (1992–1994) oraz Radia Akadera Białystok (1994–1996).
Od 1996 lektor kanałów tematycznych National Geographic, Discovery, Animal Planet, Canal+. W latach 2003–2014 był lektorem telezakupów Vita Shop.
W latach 1989–2012 był związany z Telewizją Polską, gdzie prowadził Teleexpress, Kawa czy herbata?, Pytanie na śniadanie i losowania audiotele. Od 7 września 2016 roku jest też lektorem programu TVP1 Magazyn śledczy Anity Gargas.